# Serafin Schefold

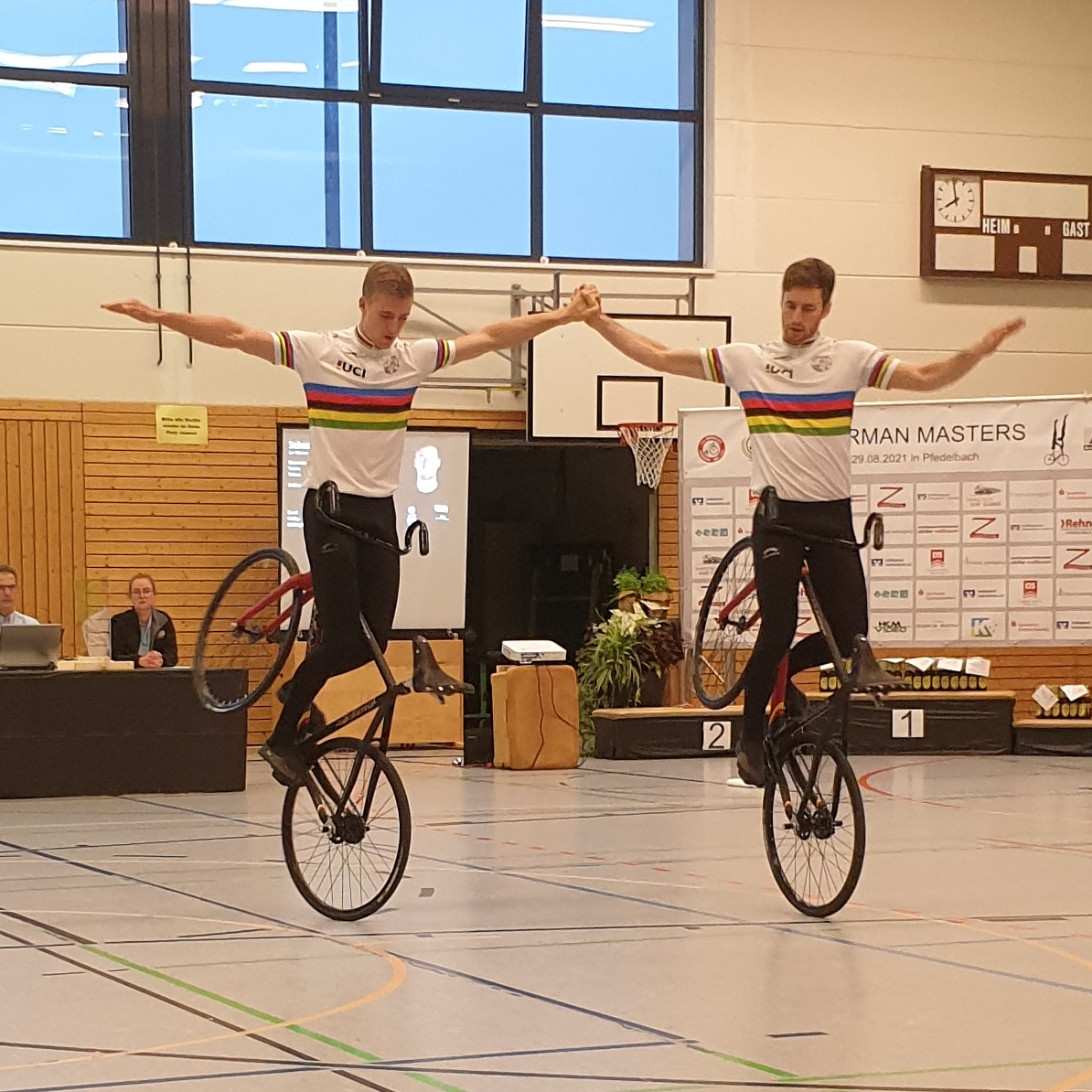
Max Hanselmann und Serafin Schefold bei ihrer Weltrekord Kür

Serafin (Sea) Schefold (* 19. September 1996) ist ein ehemaliger deutscher Kunstradfahrer. Er war zusammen mit Max Hanselmann sechsmaliger Weltmeister im Zweier-Kunstradfahren Elite offene Klasse der Jahre 2017 bis 2023. Zusammen mit Hanselmann ist er noch immer Weltrekordhalter dieser Disziplin.
Serafin Schefold fand über seinen damaligen Nachbarn José Arellano im Alter von 8 Jahren beim RV Hohenlohe Öhringen zum Kunstradsport. Er wurde zunächst gemeinsam mit Max und Anton Hanselmann von Nathalie Reichert unter der Obhut von Jürgen Wieland und eine Zeitlang von Sabine Kränzle trainiert.
Nach dem Abitur am Wirtschaftsgymnasium in Öhringen war Sea bis 31. Dezember 2016 als Sportsoldat bei der Bundeswehr in Todtnau stationiert. Er begann dann direkt im Anschluss an seine Bundeswehrzeit mit dem Studium der Wirtschaftsinformatik zunächst an der FH in Heilbronn und wechselte schließlich im Wintersemester 2018/19 an die Uni in Mannheim. Seine Fachrichtung behielt er bei.
Sea und Max starteten für den RV Öhringen.
Trainiert wurden Max und Sea von Jürgen Wieland, Roland Schefold und Andrea Weber vom RCV Böhl-Iggelheim.
Im März 2024 erhielt Serafin Schefold, wie auch Max Hanselmann, das Silberne Lorbeerblatt. Im Juli beendeten die beiden ihre sportliche Karriere.

## Erfolge
Elite
- Weltrekordhalter mit 173,50 Punkten
- Weltmeister 2017, 2018, 2019, 2021, 2022, 2023
- Weltcup-Gesamtsieger 2018, 2020, 2021
- 14 Weltcup-Siege (2018–2024)
- Europameister 2022
- Deutscher Meister 2017, 2018, 2021, 2022, 2023
- 1. Platz German-Masters-Serie 2018, 2019, 2021
- 2. Platz German-Masters-Serie 2016, 2017
- Baden-Württembergische Meister 2015, 2016, 2017, 2018
- UCI-Ranking-Sieger (Nr. 1 Weltrangliste) 2021

Junioren (U19)
- Europameister 2014
- Baden-Württembergische Meister 2014

In den Jahren 2014, 2016, 2017, 2018, 2021 und 2023 wurden sie zur Mannschaft des Jahres in Hohenlohe gewählt.
Am 7. März 2024 erhielten sie von Bundesinnenministerin Nancy Faeser für die Erfolge in den Jahren 2017, 2018 und 2019 die höchste Auszeichnung für Sportler, das silberne Lorbeerblatt.